# Segelfluggelände Hilzingen

i7
i11
i13
Das Segelfluggelände Hilzingen liegt in der Gemeinde Hilzingen im Landkreis Konstanz in Baden-Württemberg, rund ein Kilometer südwestlich des Dorfs.

## Flugbetrieb
Das Segelfluggelände ist mit einer 450 m langen und 30 m breiten Start- und Landebahn aus Gras (Richtung 09/27) und einer westlich davon gelegenen 270 langen und 30 m breiten Landebahn für Segelflugzeuge (Richtung 09) ausgestattet. Es besitzt eine Betriebszulassung für Segelflugzeuge, Motorsegler, aerodynamisch gesteuerte Ultraleichtflugzeuge, Flugzeuge mit einer höchstzulässigen Abflugmasse bis 2000 kg zum Zwecke des Schleppens von Segelflugzeugen und nichtselbststartenden Motorseglern und Flugmodelle ohne und mit Verbrennungsmotor bis maximal 5 kg Fluggewicht. Als Startarten für Segelflugzeuge, selbststartende und nichtselbststartende Motorsegler und Ultraleichtflugzeuge sind Flugzeugschleppstart und Windenstart zugelassen. Starts und Landungen von platzfremden Luftfahrzeugen bedürfen der vorherigen Zustimmung des Platzhalters (PPR). Der Halter und Betreiber des Segelfluggeländes ist die Segelfliegergruppe Singen-Hilzingen e. V.

## Geschichte
Die Segelfliegergruppe Singen-Hilzingen e. V. wurde 1951 gegründet. Das Segelfluggelände Hilzingen wurde 1962 in Betrieb genommen.